# Bielsko-Biała Zachód

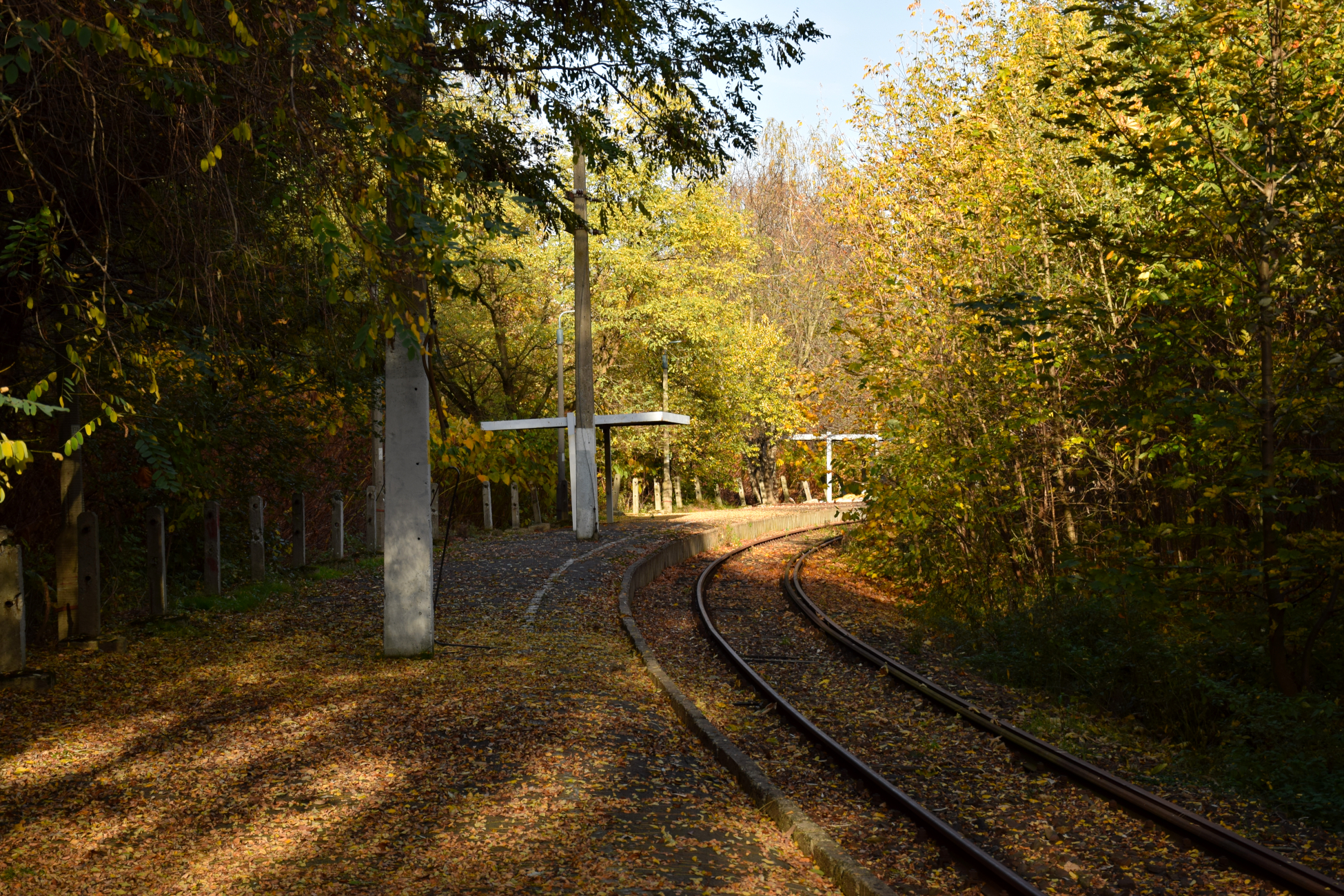
Opuszczony przystanek Bielsko-Biała Zachód jesienią 2022 roku

Bielsko-Biała Zachód – przystanek osobowy w Bielsku-Białej, w województwie śląskim, w Polsce. Znajduje się na wysokości 309 m n.p.m..

## Historia
Postulat wybudowania przystanku wysuwali mieszkańcy w celu umożliwienia dojazdu do pracy w Fabryce Samochodów Małolitrażowych. W związku z tym 10 stycznia 1984 roku został uruchomiony przystanek z pojedynczym peronem zlokalizowanym na łuku. Początkowo na przystanku postój miały tylko pociągi zapewniające dojazd pracowników do zakładu na poszczególne godziny pracy. Po likwidacji zakładu wszystkie pociągi zatrzymywały się na przystanku. 10 stycznia 2009 roku zawieszono kursowanie pociągów relacji Cieszyn – Bielsko Biała Główna, w związku z czym przystanek kolejowy stracił swoje praktyczne znaczenie i został pozbawiony opieki.